# ماركو فورتين
ماركو فورتين (بالإيطالية: Marco Fortin)‏ (8 يوليو 1974 في إيطاليا - ) هو لاعب كرة قدم إيطالي في مركز حراسة المرمى. لعب مع إنتر ميلان ونادي أيك لارنكا ونادي تريفيزو ونادي سيينا ونادي فيتشينزا ونادي كالياري وبرو سيستو 1913 وASD Giorgione Calcio 2000 ‏ وسسارة توريس ‏.

## وصلات خارجية
- ماركو فورتين على موقع قاعدة بيانات كرة القدم.إي يو (الإنجليزية)
- ماركو فورتين على موقع عالم كرة القدم.نت (الإنجليزية)